# Province de Granma
La province de Granma est une province de Cuba, créée en 1976. Sa capitale est la ville de Bayamo.

## Histoire
La province a été baptisée du nom du yacht Granma, utilisé par Che Guevara et Fidel Castro pour débarquer à Cuba avec 82 guérilleros en 1956. L'Américain qui leur vendit le yacht au Mexique l'avait apparemment appelé du surnom de sa grand-mère et ainsi le nom de ce navire, avec son appellation non standard, est devenu une icône pour le communisme cubain. Tous les Cubains ne réalisent pas que le nom du navire se traduit par abuela (grand-mère), mais tous l'appellent le ravitailleur de la révolution.
En conséquence, la province est pleine des rappels de la révolution cubaine, et des guerres cubaines de l'indépendance comme des plaques dans la montagne commémorant la lutte de 1959 contre Fulgencio Batista. On y trouverait de nombreuses tombes anonymes des différentes guerres. Bien qu'il y ait des fouilles archéologiques, on peut également trouver les emplacements des diverses enceintes, les hameaux fortifiés, tenues des esclaves échappés. Récemment un ouragan a détruit l'emplacement des quartiers généraux de Castro à La Plata. C'est le secteur d'où Raúl Castro tient son pouvoir et où il y aurait des garnisons secrètes.

## Économie
La région dispose de nombreuses ressources en or et en argent, ainsi que des mines abandonnées de manganèse. On cultive du café dans les régions montagneuses de la province, et pendant la récolte, il peut y avoir des barrages routiers, où les soldats s'assurent que le café n'est livré qu'au gouvernement et pas au marché noir.

## Municipalités
1. Bartolomé Masó
2. Bayamo
3. Buey Arriba
4. Campechuela
5. Cauto Cristo
6. Guisa
7. Jiguaní
8. Manzanillo
9. Media Luna
10. Niquero
11. Pilón
12. Río Cauto
13. Yara

## Source
- (en) Cet article est partiellement ou en totalité issu de l’article de Wikipédia en anglais intitulé « Granma Province » (voir la liste des auteurs).